# Musée de la ville de Valdaï
Le musée de la ville de Valdaï (Музей уездного города ou Valday Town Museum en anglais), ouvert en 1998, est un musée de Russie consacré à l'histoire et aux traditions locales de Valdaï, une petite ville de l'Oblast de Novgorod, au nord-ouest du pays. Il est rattaché au musée-réserve de Novgorod.

## Bâtiment
Le musée est aménagé dans une maison de maître à deux étages datant du XIXe siècle, qui a hébergé différentes institutions publiques au cours du XXe siècle.

## Histoire
Une première collection a été réunie en 1918, à partir de pièces de valeur en provenance du monastère Iversky, proche de Valdaï. Ce petit musée était d'abord logé dans le monastère même et portait le nom de « musée Nikon », en hommage au patriarche de Moscou, Nikon.
 
Évacué pendant la Seconde Guerre mondiale, le musée a retrouvé une nouvelle vie au début des années 1990, avec son emplacement actuel et les contributions des familles locales, qui ont fourni de nombreux objets de la vie quotidienne d'avant la Révolution.

## Collections
Les collections, qui témoignent la vie provinciale dans une petite ville russe, principalement entre la seconde moitié du XVIIIe siècle et le début du XXe siècle, sont présentées à travers cinq salles.
La première évoque l'histoire de Valdaï, son développement urbain, l'essor des transports, favorisé par sa situation entre Moscou et Saint-Pétersbourg, ainsi que le bouleversement du mode de vie qui accompagna ces changements.

La seconde salle est consacrée aux activités économiques, à l'artisanat et aux machines.

La troisième rend compte de la vie civile et administrative, notamment celle des institutions que le bâtiment a hébergés, celle aussi des militaires, des étudiants, des enseignants ou des pharmaciens. Elle met aussi l'accent sur le rôle de l'intelligentsia russe.

La quatrième salle abrite de nombreux souvenirs, du mobilier et des objets personnels ayant appartenu aux familles de Valdaï.

Enfin la cinquième salle rappelle que l'histoire de la ville et sa culture ont été nourris par les nombreuses personnalités qui y venaient ou y possédaient des résidences d'été.

Archéologie
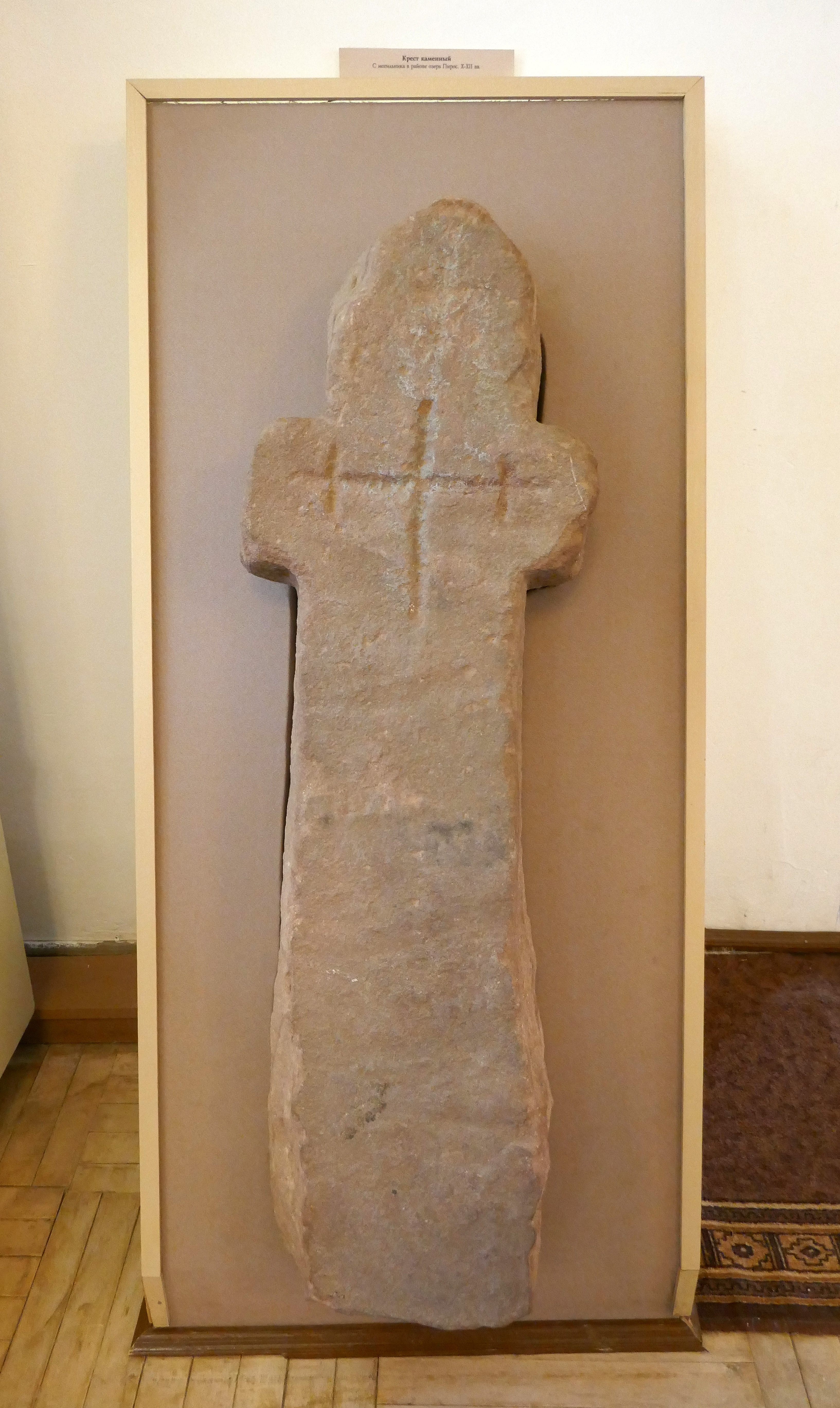
Croix (Xe – XIIe siècle).
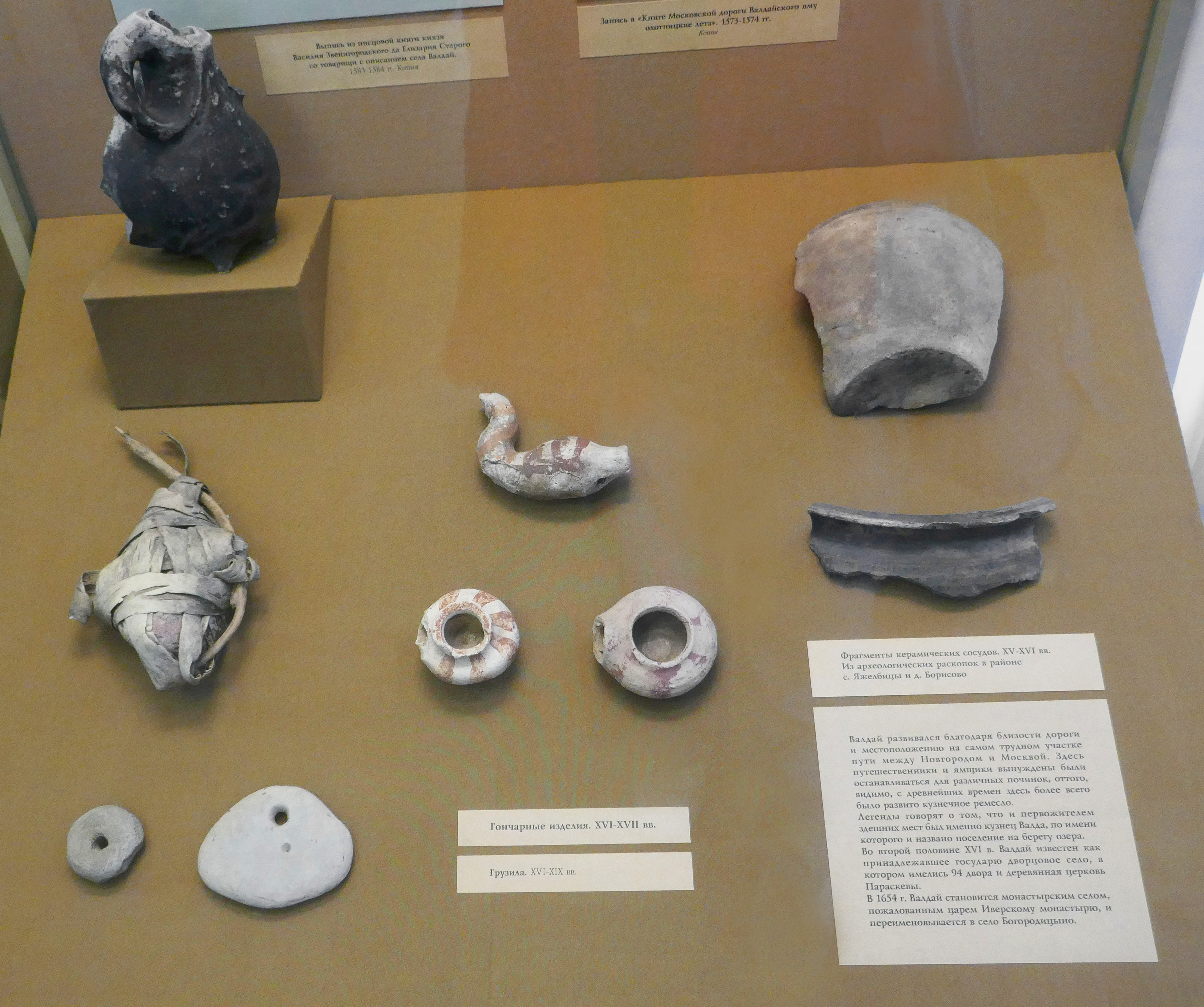
Artéfacts archéologiques
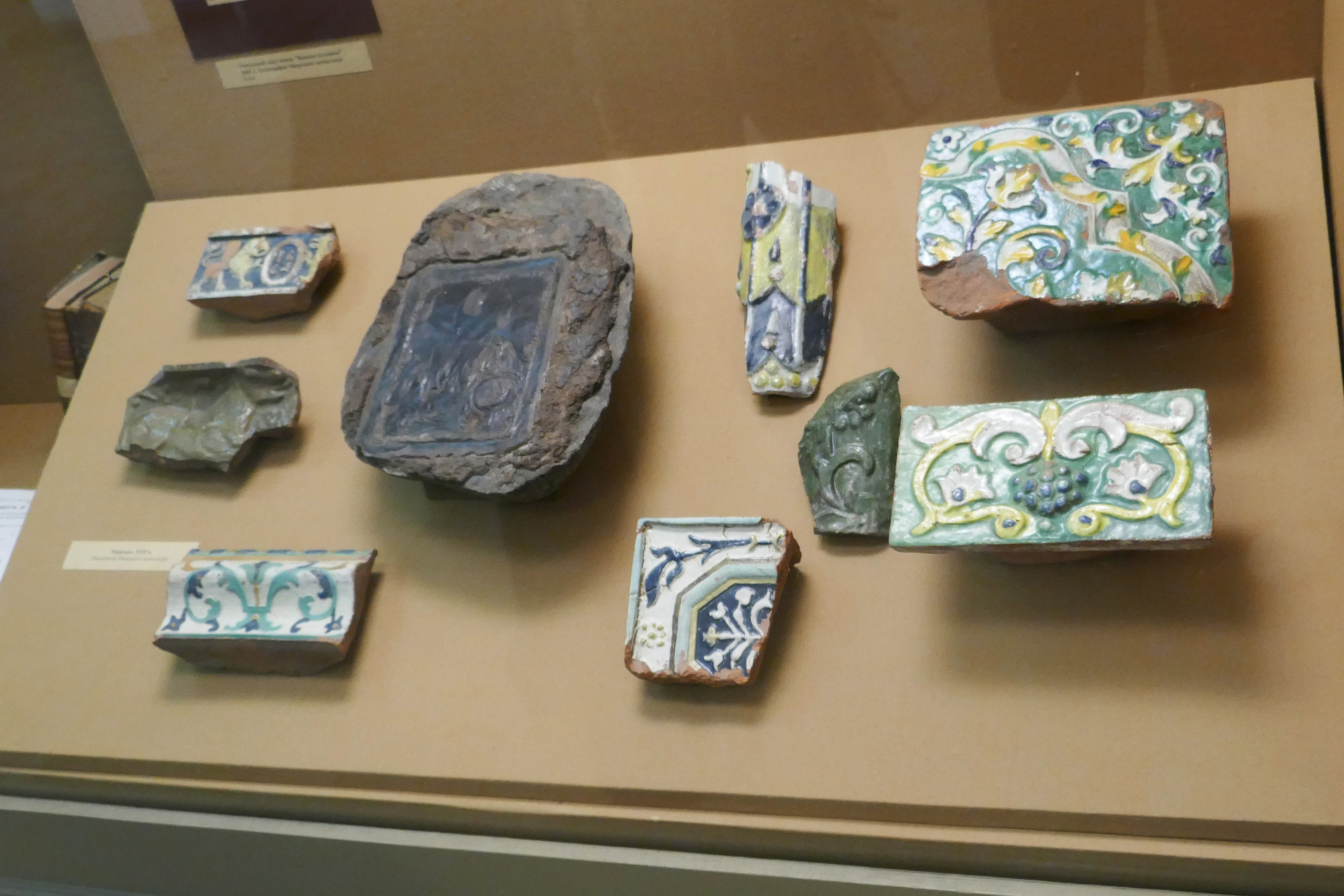
Fragments de céramique (XVIIe siècle).

Documents et ouvrages anciens
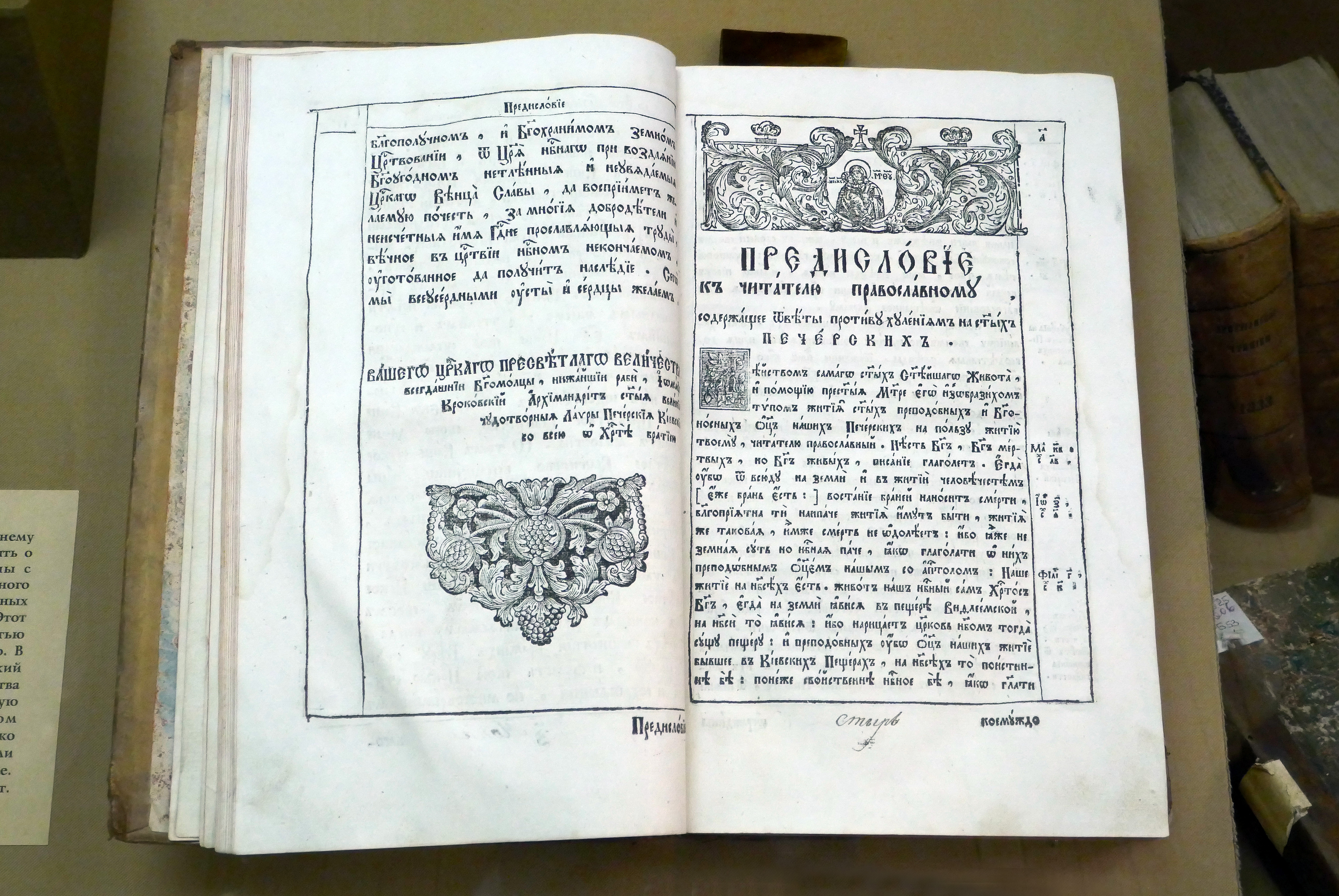
Paterikon, 1758.
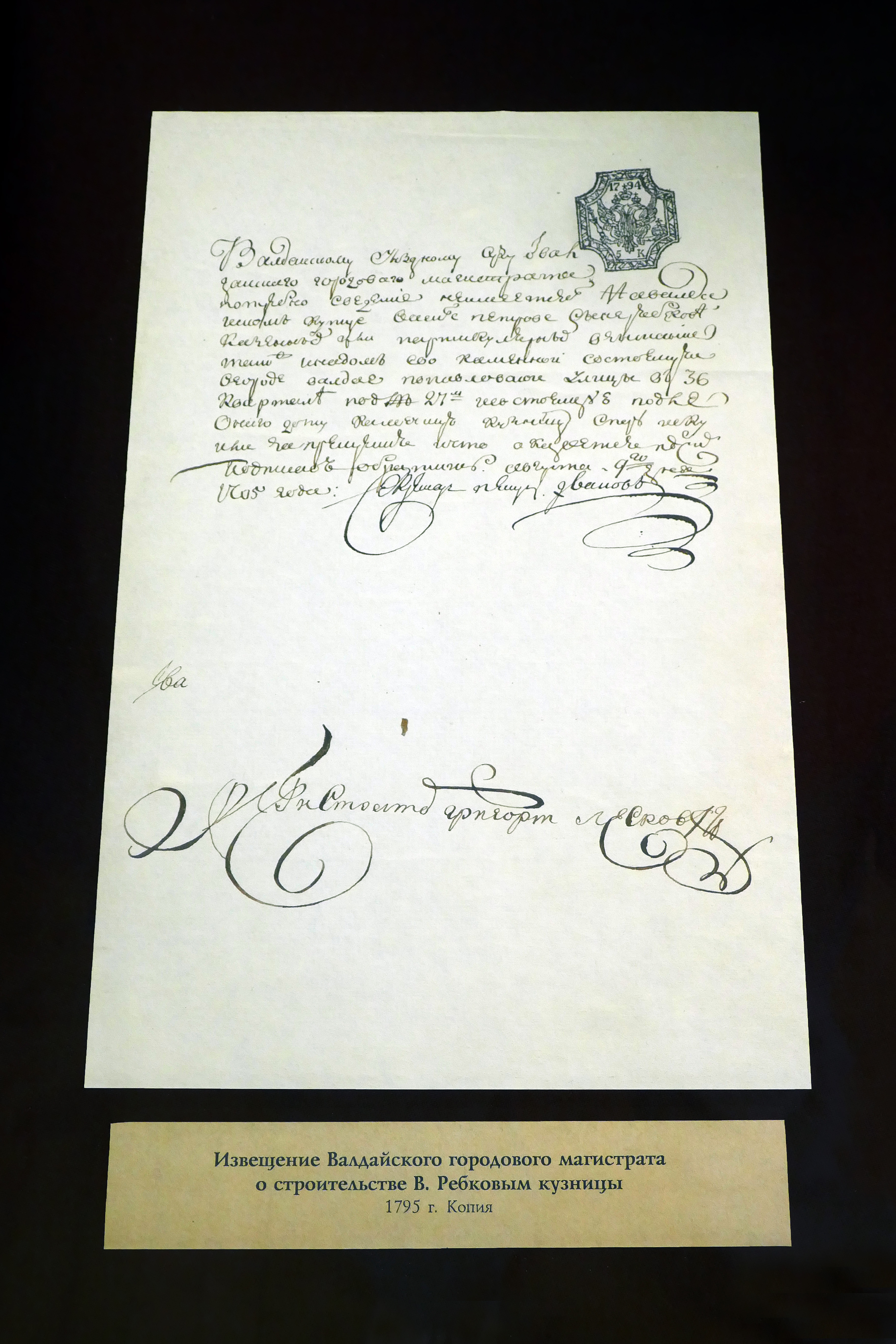
Avis municipal, 1795.
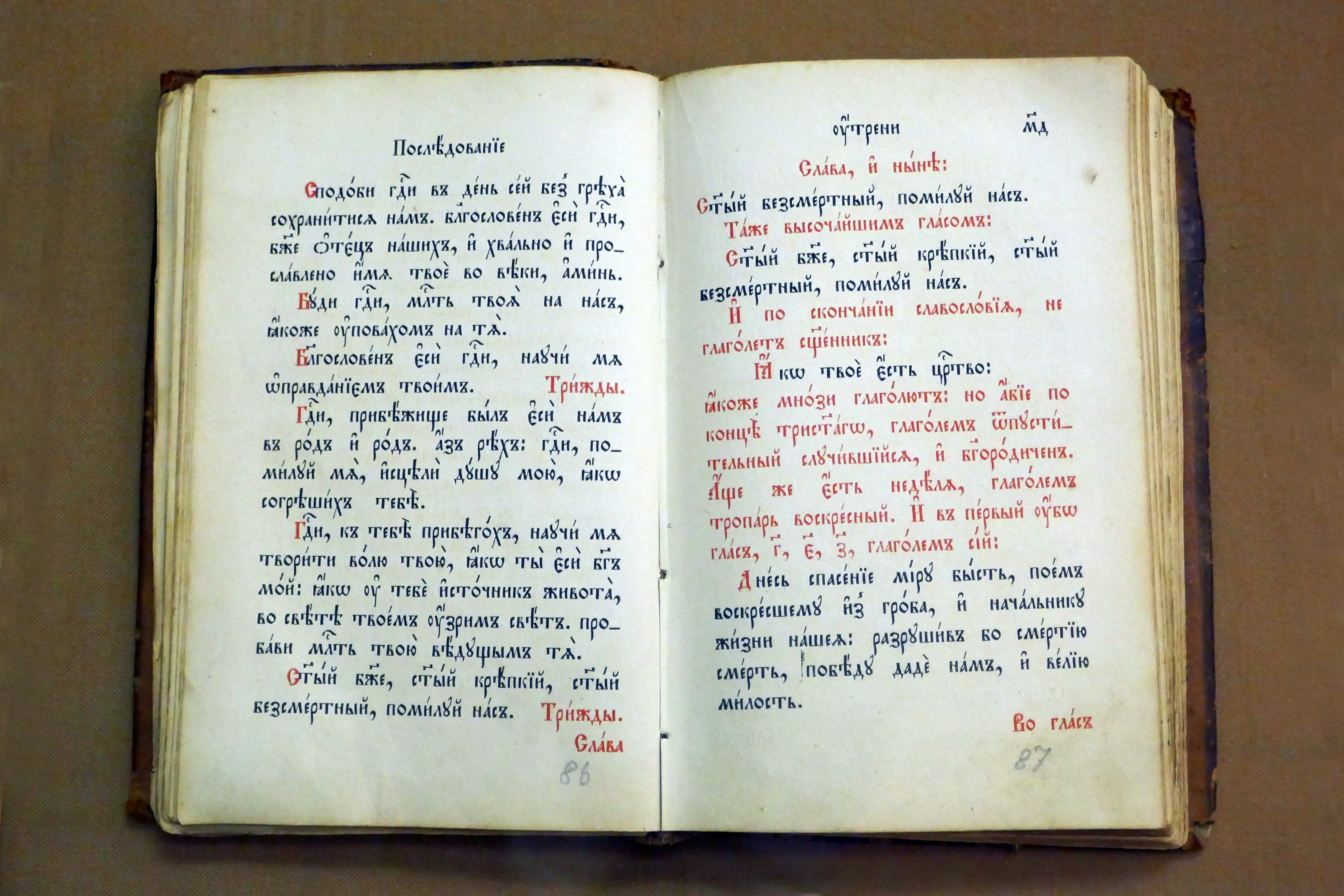
Livre de prières, 1828.
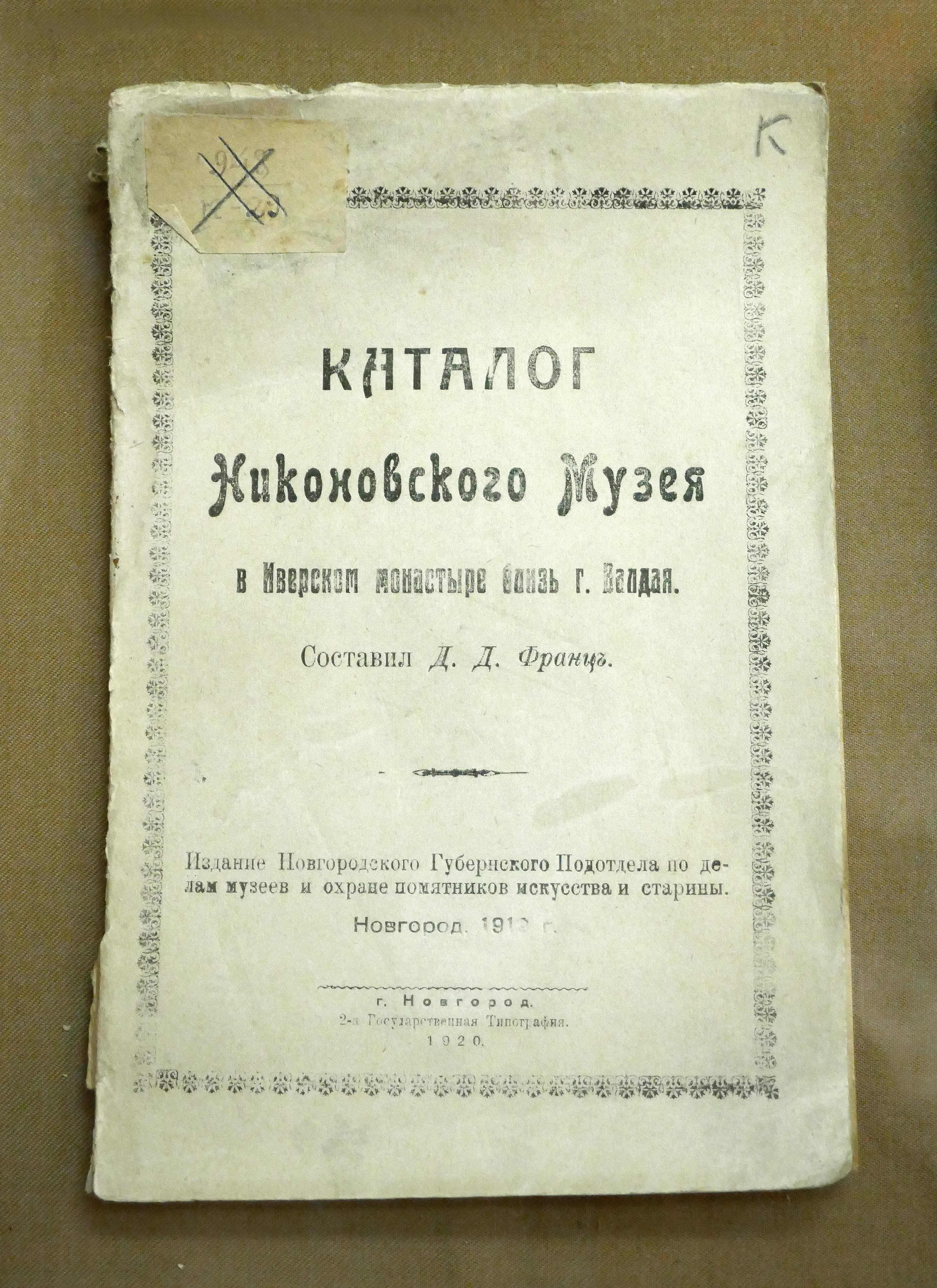
Catalogue du musée du monastère Iversky, 1920

Arts et traditions populaires
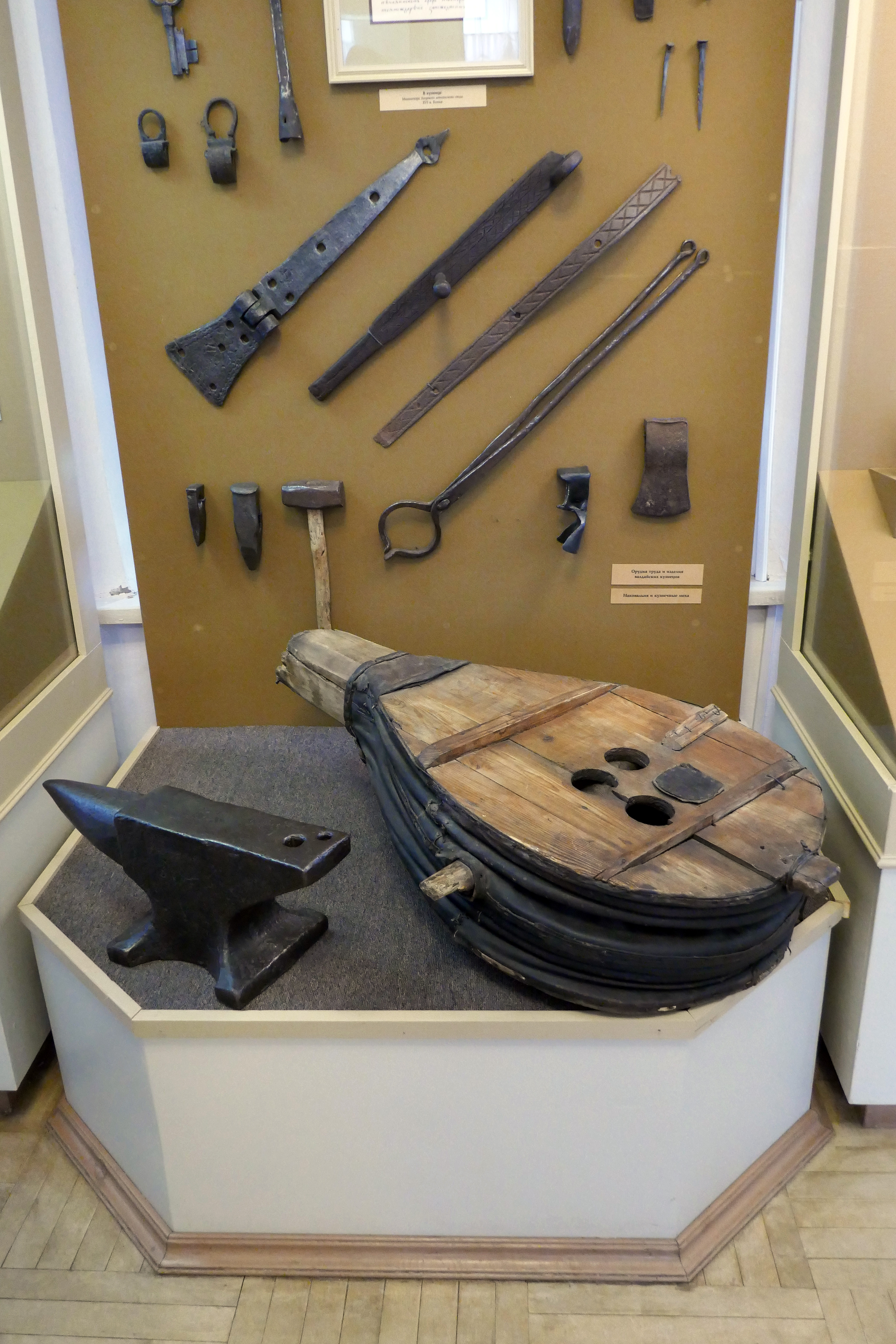
Outils de forgeron.
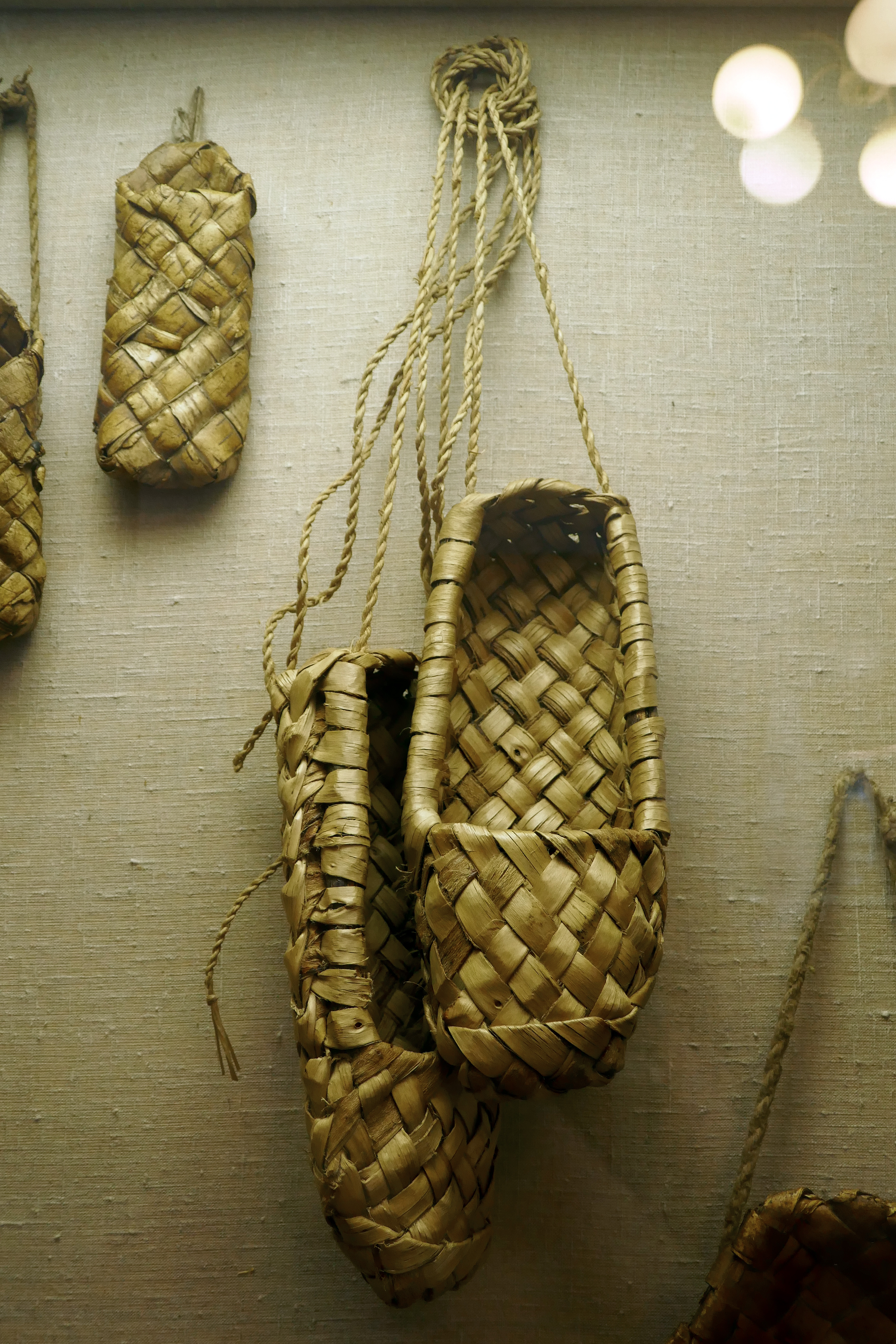
Lapti.
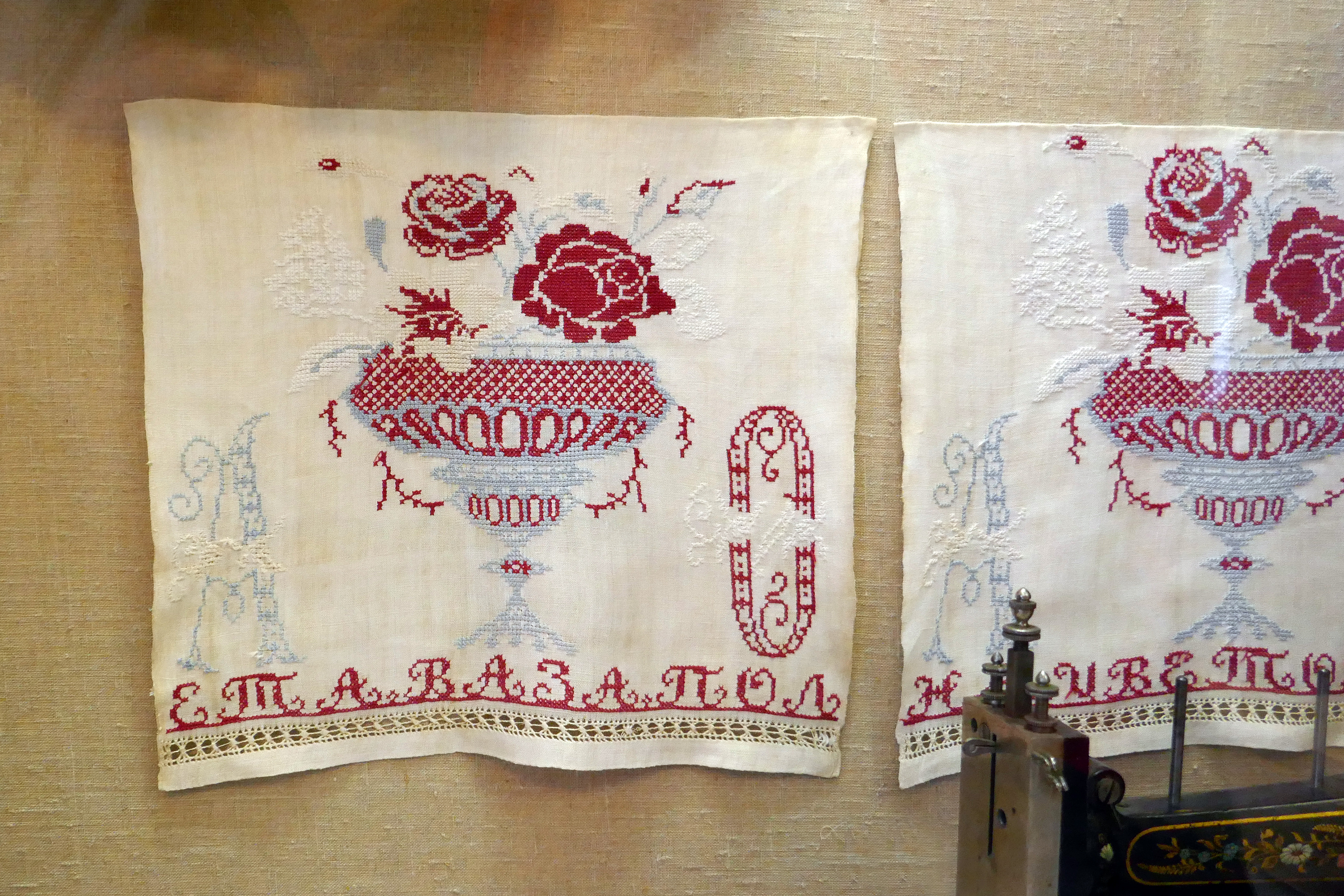
Broderie.
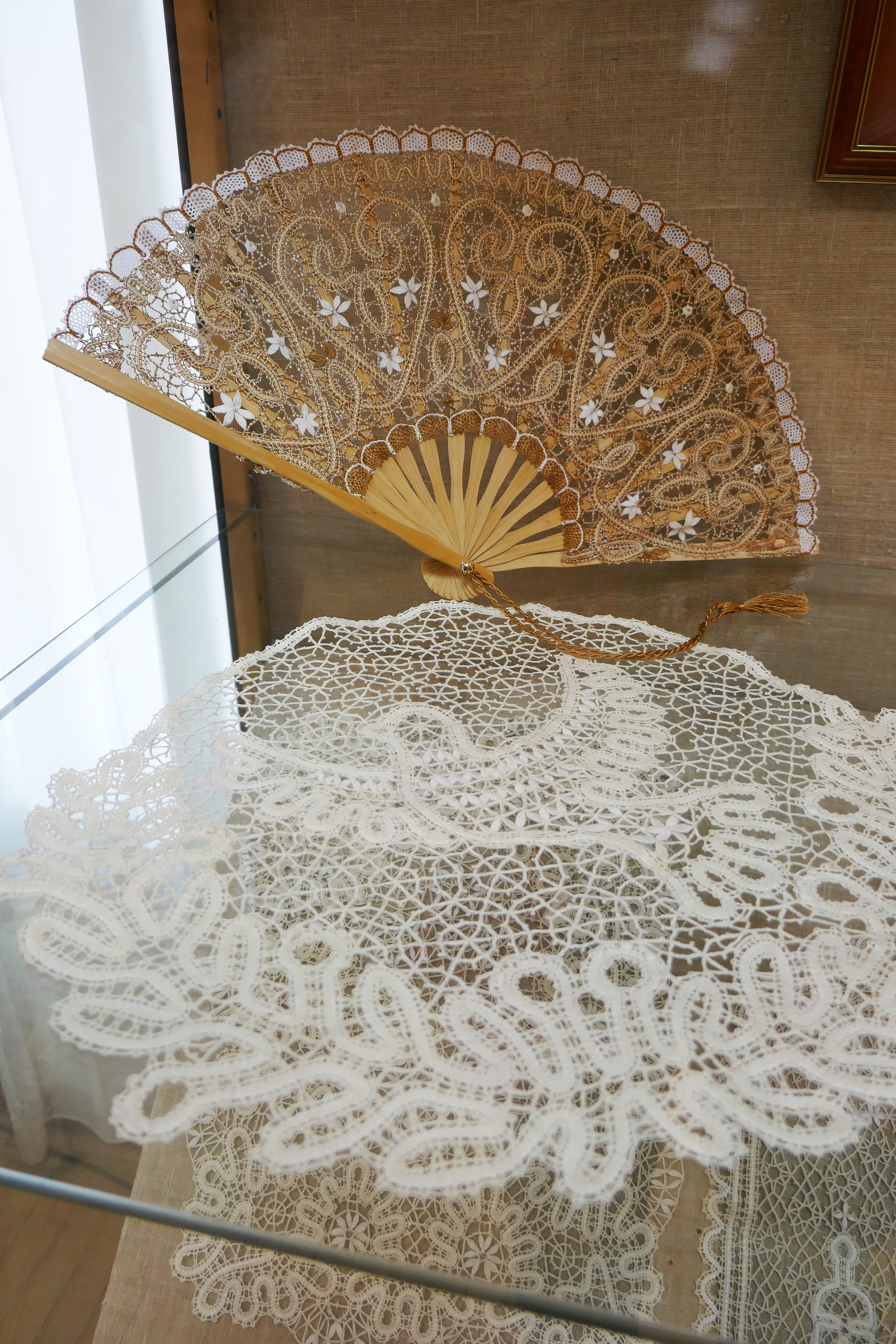
Dentelle de Vologda.
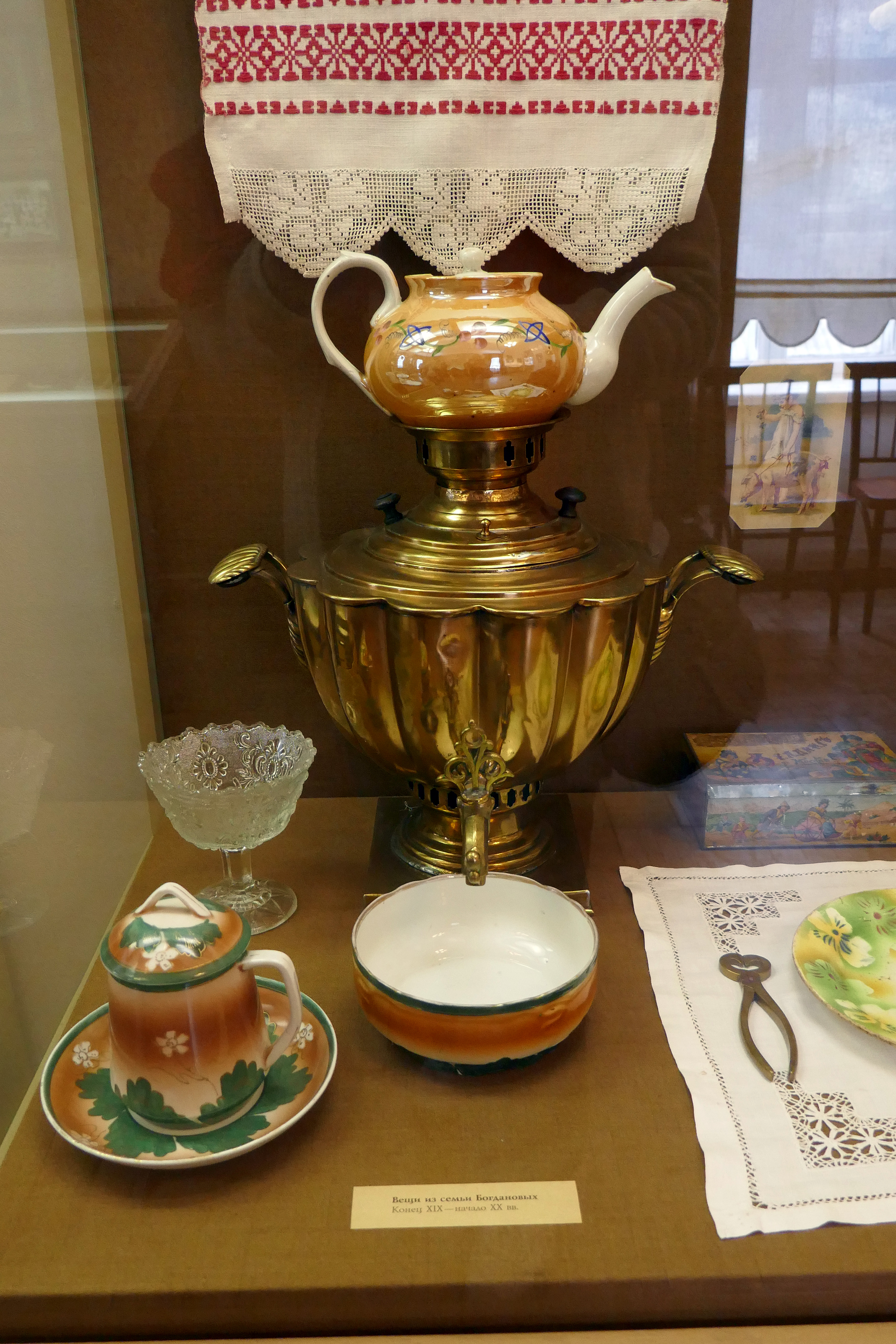
Arts de la table.